# Stephan G. Stephansson
Stephan G. Stephansson (3 de octubre de 1853 – 10 de agosto de 1927) fue un poeta y granjero islandés-canadiense. Su verdadero nombre era Stefán Guðmundur Guðmundsson.

## Biografía
Stephan nació en Skagafjörður, Islandia, pero emigró con su familia a Wisconsin, EE. UU. en 1873. En 1889 se mudó a Markerville, en Alberta, Canadá y cinco años más tarde se convirtió en ciudadano canadiense. Volvió a visitar Islandia hasta 1917, cuándo tenía 64 años .
Fue autodidacta y recibió influencia del escritor norteamericano Ralph Waldo Emerson. Stephan escribió sólo en islandés y tuvo una gran influencia en la literatura de su país natal, a pesar de ser un crítico de la Iglesia Luterana de Islandia, a la que veía como una amenaza para la cultura islandesa. Sus obra poética fue publicada en un libro de seis volúmenes bajo el título "Andvökur" (Noches Insomnes). Sus cartas y ensayos fueron publicados en cuatro volúmenes.

## Obras
- Andvökur (1953-1958)
- Bréf og ritgerðir (1938-1948)